# Anthemis filicaulis
Anthemis filicaulis ist eine Pflanzenart aus der Gattung der Hundskamillen (Anthemis) in der Familie der Korbblütler (Asteraceae).

## Merkmale
Anthemis filicaulis ist ein ein- bis zweijähriger Schaft-Therophyt oder Schaft-Hemikryptophyt, der Wuchshöhen von 2 bis 14 Zentimetern erreicht. Die Blätter sind nicht fleischig. Sie laufen in kurz stachelspitzigen Zipfelchen aus. Die Zungenblüten sind 5 bis 7 Millimeter lang. Bei der Form discoidea Greuter fehlen sie. Wenn die Pflanze fruchtet, werden die Köpfchenstiele leicht keulig. Die äußeren Früchte sind zylindrisch, bis zu 3 Millimeter groß, leicht gebogen, undeutlich gerippt und bleibend. Ihr Krönchen ist 1 Millimeter lang und ausgebissen gezähnt. Die inneren Früchte dagegen sind zylindrisch bis verkehrtkegelförmig, deutlich gerippt und abfallend. Ihr Krönchen ist 0,75 bis 1 Millimeter lang.
Die Blütezeit reicht von März bis Mai.

## Vorkommen
Anthemis filicaulis ist auf Kreta im Regionalbezirk Lasithi endemisch. Die Art wächst am Meer auf Kalkfelsen in Höhenlagen von 0 bis 100 Metern.

## Belege
1. 1 2 3 4  Ralf Jahn, Peter Schönfelder: Exkursionsflora für Kreta. Mit Beiträgen von Alfred Mayer und Martin Scheuerer. Eugen Ulmer, Stuttgart (Hohenheim) 1995, ISBN 3-8001-3478-0, S. 313.